# Örgryte fattigfriskola
Örgryte fattigfriskola, Underås fattigfriskola eller Underåsskolan, var en skola i Örgryte, vilken inrättades någon gång under åren 1795–1805 och fanns kvar till 1880-talet. Skolan, som gav fri undervisning åt fattiga barn, var belägen i närheten av Örgryte gamla kyrka. Den revs när järnvägen drogs fram och ersattes av Böskolan, vilken invigdes år 1888.

## Historik
Örgrytes första skola inrättades på Underås i form av en fattigfriskola. Årtalet för skolans etablerande varierar mellan 1795 och 1805; det finns stora luckor i sockenstämmoprotokollen mellan 1790 och 1811, varför årtalet inte har kunnat fastställas. I mitten av år 1799 hade kyrkoherden i Örgryte församling, Magnus Roempke, ett upprop i Götheborgs Tidningar om hjälp till att starta en skola för 30 fattiga barn i församlingen. Då superkargören Hans Kopman avled år 1799 på Skårs gård donerade änkan Katarina 500 riksdaler till skolan. I en rapport från kyrkoherde Roempke till domkapitlet år 1802 omnämns "Fattig-Fri-Scholan uti Örgryte". I sockenstämmoprotokollet den 5 mars 1824 omnämns skolan som sockenskolan istället för fattigfriskolan.
Redan den 1 augusti 1793 hade Mariebergs fattigfriskola stiftats i Örgrytes annexförsamling Marieberg på initiativ av Magnus Roempke, för att ge fri undervisning åt fattiga barn. Den inrättades efter mönster av Willinska fattigfriskolan på Stampen, vilken grundats år 1767 av Johan Willin.

### Skolbyggnaden
Ett av rummen i skolan användes som fattigstuga. Byggnaden hade tidigare varit tingshus i Landvetter, men flyttades och uppfördes på en tomt som skänkts av fru Santesson på Underås. Skolan var belägen på andra sidan vägen, snett emot Örgryte gamla kyrka och revs på 1880-talet, då järnvägen drogs fram. Den stora skolsalen rymde ett hundratal barn och i den mindre skolsalen inrättades en syskola för flickor, vilken var länets första slöjdskola. Pojkarna fick varannan vecka träslöjdsundervisning i Silvanderska slöjdskolan i Krokslätt. Skolan byggdes till år 1834, varvid slöjdsalen tillkom. Mark till tillbyggnaden skänktes av kapten Gjers på Överås. Skolan kunde då ta emot ett 80-tal elever. Enligt ett protokoll från år 1807 var fattigstugan i det nya skolhuset avsedd för två och högst fyra intagna.

### Lärare och undervisning
Den förste skolmästaren var Lorentz Berg. Efter tio år blev Berg klockare år 1815 och kombinerade den tjänsten med tjänsten som lärare. Lorentz Berg avled i november 1823 och efterträddes som skolmästare av Sven Holm i maj 1824, som även blev klockare i juli 1825. Sven Holm efterträddes som skollärare av sonen Johan Gabriel år 1864. Syskolan leddes av "Mamsel Fiken", Sven Holms dotter Sofie, som var småskollärarinna. Sven Holm avled i december 1875. Sven Holm hade år 1870 ansökt om att bli entledigad från organisttjänsten och efterträtts av Johan Gabriel Holm, som även blev klockare efter faderns död.
År 1814 hade skolan 35 barn i åldern 7–13 år, uppdelade i fyra klasser eller läxlag. Enligt skolans nya instruktion år 1832 skulle barnen ha fyllt sju år för att få börja skolan och de fick inte gå där längre än tre år.
I början undervisades barnen direkt av läraren, varför antalet elever inte skulle överstiga 30. Då antalet barn ökade, övergick skolan till växelundervisning år 1830. Sven Holm lärde sig det nya undervisningssättet genom att studera det på Prins Oscars skola i Göteborg, där växelundervisning införts år 1820. Han tog då med sig några av de äldre eleverna för att de skulle lära sig metoden. Växelundervisningen kvarstod drygt trettio år, tills statsmakterna påbjöd andra undervisningsformer. På 1870-talet delades undervisningen, så att hälften av barnen undervisades på förmiddagen och den andra hälften på eftermiddagen.

### Rivning och nytt skolhus
Skolbyggnaden revs efter augusti 1886. Uppgifterna om skolbyggnaden efter rivningen går isär. Enligt Fritz Stenström flyttades den till Kungsbacka som magasin, medan delar av virket enligt andra uppgifter ingår i Kallebäcks skola. Socknen fick av järnvägsbolaget en ersättning på 4 000 kronor för den rivna skolan.
Den 6 augusti 1886 hölls i Örgryte kyrkostämma för att fatta beslut om anskaffande av plats till nytt skolhus. Första alternativet var en tomt på Örgryte Stom, vilken ägdes av Leopold Abrahamsson på Jacobsdal, men denne ville inte sälja. Kapten Berggren på Bö erbjöd sig i oktober 1887 att sälja en tomt mellan tomten för den nya kyrkan och Danska vägen. Priset var 10 000 kronor, samt att ett torp på platsen skulle lösas för 3 000 kronor. Torpet kom att bli bostad åt en lärarinna och en vaktmästare på skolan. Böskolan stod klar till höstterminen 1888.